# Château-Renault
Château-Renault település Franciaországban, Indre-et-Loire megyében. Lakosainak száma 4560 fő (2022. január 1.). Château-Renault Auzouer-en-Touraine, Le Boulay, Neuville-sur-Brenne, Saunay és Villedômer községekkel határos.

## Népesség
A település népességének változása:
| Lakosok száma | 5125 | 6121 | 5787 | 5245 | 5072 | 5036 | 5001 | 4917 | 4895 | 4560 |
|               | 1968 | 1982 | 1990 | 2006 | 2013 | 2015 | 2017 | 2019 | 2020 | 2022 |